# Aeroportul Iberia
Aeroportul Iberia (IATA: IBP, ICAO: SPBR) este un aeroport din Departamento de Madre de Dios⁠(d), Peru ce deservește zona Iberia⁠(d).
Situat la o altitudine de 229 m, aeroportul dispune de o singură pistă.